# Lasse Spang Olsen
Lasse Spang Olsen (født 23. april 1965) er en dansk filminstruktør.
Lasse Spang Olsen er tidligere stunt-koordinator og søn af Ib Spang Olsen.
Efter at have set bag om stunt-filmen Tænk at de tør besluttede han og broderen Martin Spang Olsen sig for at blive stuntmænd. Han har været med til at indføre stunts i Danmark. 
Omkring 1985 havde brødrene en stuntskole i København.
Lasse er medlem af Eventyrernes Klub som medlem 434.
Spang Olsen har dannet par med guldsmeden og smykkedesigneren Josephine Bergsøe i flere år. Sammen har de to døtre, hvoraf den ene er rapperen Filuka.
Han har dannet par med skuespillerinden Laura Drasbæk fra 2011 til 2019 og igen fra 2022.

## Filmografi

### Instruktør
- Højt at flyve - en film om stunt (1988) dokumentarfilm
- Verdens centrum - i Mayalandet (1992) dokumentarfilm
- Hvordan vi fik vores naboer  (1993) kortfilm
- Hvor ligger Painful City? (1993)
- Operation Cobra (film) (1995)
- Davids bog (1996)
- I Kina spiser de hunde (1999)
- Jolly Roger (2001)
- Gamle mænd i nye biler (2002)
- Inkasso (2004)
- Den gode strømer (2004)
- Den Sorte Madonna (2007)
- Den Sidste Rejse (2011)

### Manuskriptforfatter
- Jolly Roger (2001)
- Den gode strømer (2004)